# RV10 La Capitale

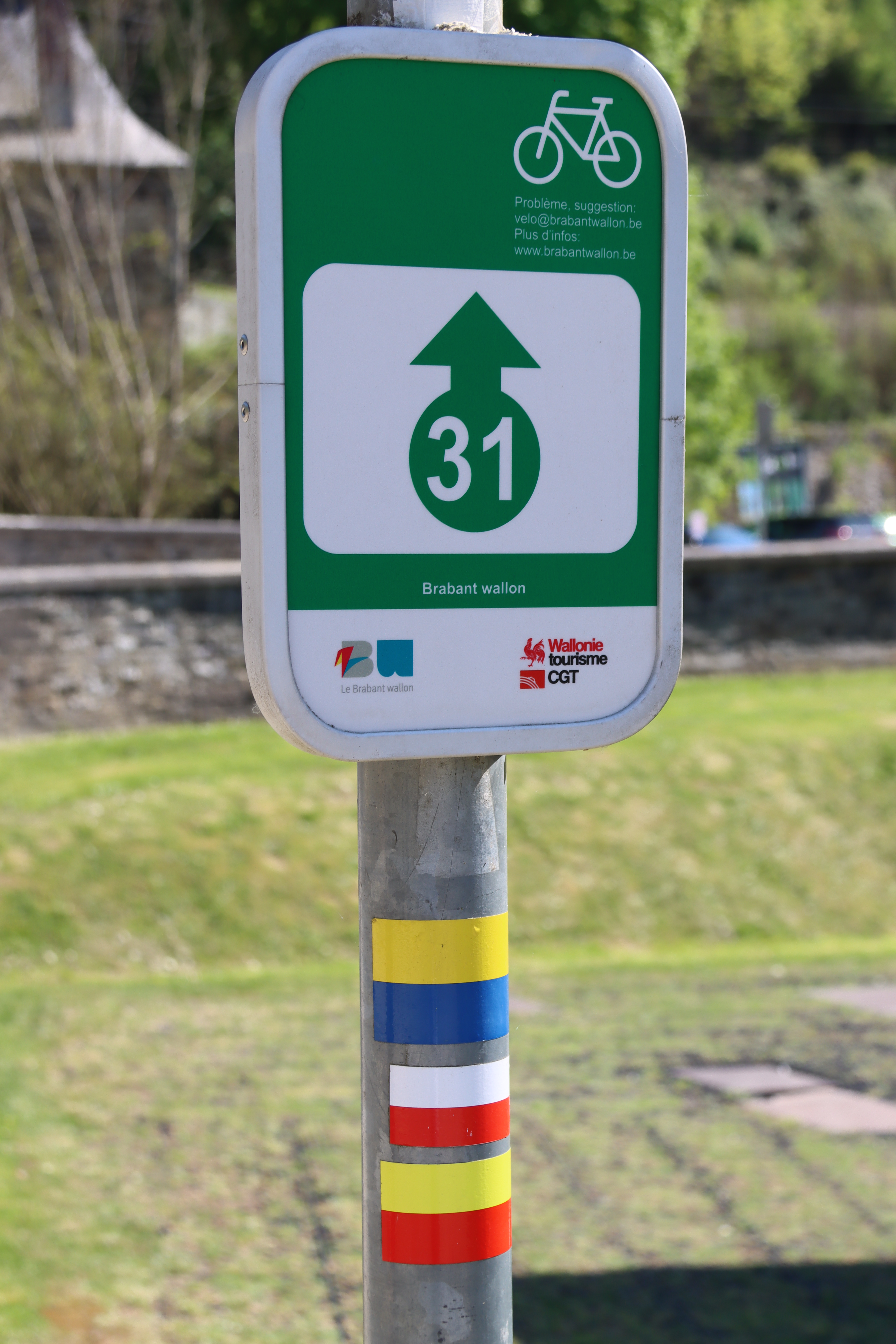
RV10 in Waterloo

De RV10 La Capitale is een Rando Vélo-route in Wallonië en is 84 km lang. De route start in Brussel. De route is zo genoemd omdat ze door de hoofdsteden van België, Vlaanderen en Wallonië gaat. De route eindigt in Namen en is in 2 richtingen bewegwijzerd met blauw-gele markeringen.

## Traject
De route doorkruist het Brussels Hoofdstedelijk Gewest en de provincies Vlaams-Brabant, Waals-Brabant en Namen. In Brussel - hoofdstad van België en Vlaanderen - sluit de route aan op de EuroVelo EV5 Via Romea Francigena, de LF Kunststedenroute, de RV1 en de RV4a. Na Hoeilaart en het Zoniënwoud loopt de route verder Wallonië in. Vanaf Terhulpen tot het eindpunt Namen loopt de EuroVelo EV5 Via Romea Francigena parallel mee met de route. Door de valleien van de Laan en Dijle en langs het Meer van Genval wordt de stad Waver bereikt (hoofdstad van de provincie Waals-Brabant). Na Louvain-la-Neuve gaat het over het Brabants Plateau om daarna de provincie Namen binnen te fietsen. De route daalt daarna af naar de Samber om te eindigen in Namen (hoofdstad van Wallonië en de provincie Namen) aan de oevers van de Maas met zicht op de Citadel van Namen. Hier kan worden aangesloten op de EuroVelo EV3 Pelgrimsroute, de EuroVelo EV5 Via Romea Francigena, de EuroVelo EV19 Maasfietsroute, de RV2, de RV6, de RV8a en de RV8b.

## Aansluitingen met Europese routes
- In Brussel sluit de route aan op de EuroVelo EV5 Via Romea Francigena.
- Tussen Terhulpen en Namen loopt de EuroVelo EV5 Via Romea Francigena parallel met de route mee.
- In Namen sluit de route aan op de EuroVelo EV3 Pelgrimsroute en de EuroVelo EV19 Maasfietsroute.

## Aansluitingen met andere icoonroutes
- In Brussel sluit de route aan op de LF Kunststedenroute, de RV1 en de RV4a.
- In Hoeilaart kruist de route de LF Vlaanderenroute, de LF Heuvelroute en de LF Groene Gordelroute.
- In Louvain-la-Neuve kruist de route de RVU.
- In Namen sluit de route aan op de RV2, de RV6, de RV8a en de RV8b.

## Aansluitingen met regionale routes
- Op elk willekeurig punt kan gebruik worden gemaakt van het fietsroutenetwerk ter plaatse.
- Op diverse plaatsen kunnen de Gewestelijke fietsroutes opgepakt worden.
- Op diverse plaatsen kan de Groene Wandeling opgepakt worden.
- In Hoeilaart kan de W2 La Véloroute de la Bière (regionale RAVeL-route) opgepakt worden.
- In Namen kan de W5 D'une vallée à l'autre (regionale RAVeL-route) opgepakt worden.
- In Namen kan de W6 Au Fil de l'Eau (regionale RAVeL-route) opgepakt worden.